# 4142 Dersu-Uzala
4142 Dersu-Uzala è un asteroide areosecante. Scoperto nel 1981, presenta un'orbita caratterizzata da un semiasse maggiore pari a 1,9115035 UA e da un'eccentricità di 0,1510201, inclinata di 26,50003° rispetto all'eclittica.
L'asteroide è dedicato al cacciatore ed esploratore russo Nanai Dersu Uzala.